# Bruno Höhne
Bruno Höhne (geb. 12. November 1908 in Ústí nad Labem (Aussig); gest. 5. April 1959 in Neuss am Rhein) war ein deutscher Jurist. Er war Richter am Sondergericht Prag.

## Lebensweg
Sein Jura-Studium schloss Höhne mit der Promotion zum Dr. iur. ab. Am 10. März 1938 trat er in die Sudetendeutsche Partei (SdP) ein, am 17. Februar 1939 beantragte er dann die Aufnahme in die NSDAP und wurde rückwirkend zum 1. November 1938 aufgenommen (Mitgliedsnummer 6.527.414). Im Juni 1940 wurde Höhne zur Wehrmacht einberufen, aber schon im Dezember desselben Jahres wieder vom Wehrdienst freigestellt. Anschließend war Höhne bis Juni 1942 Gerichtsassessor beim Bezirksgericht Tetschen und beim Oberlandesgericht Leitmeritz im damaligen Reichsgau Sudetenland. Am 1. Juni 1942 wurde er zum Amtsgerichtsrat ernannt. Er arbeitete als Richter am deutschen Sondergericht Prag. 
Nach dem Ende des Zweiten Weltkriegs, von Mai bis September 1945, war Höhne in Gefangenschaft. In den Jahren 1950 und 1951 war Höhne Dezernent beim Versorgungsamt Düsseldorf. 1952 wurde Höhne zum Regierungsrat ernannt. Er wurde in den 1950er Jahren Sozialgerichtsrat. Höhne starb am 5. April 1959 im Alter von nur 50 Jahren bei einem Verkehrsunfall in Neuss am Rhein.